# Università di Porto Rico a Río Piedras
L'Università di Porto Rico a Río Piedras, più nota come Campus di Río Piedras (in spagnolo Recinto de Río Piedras, spesso abbreviata in UPR-RP o La IUPI) è uno studio di ricerca situato in un campus di 289 acri (1,17 km²) a San Juan, Porto Rico. È il campus più grande del sistema universitario in termini di popolazione studentesca ed è stato il primo campus universitario pubblico dell'isola.
L'università accoglie più di 18.000 studenti, il 20% dei quali sono laureati, e rilascia in media oltre 3.000 lauree all'anno. La sua offerta accademica spazia dal livello di laurea triennale a quello di dottorato con 70 programmi di laurea triennale e 19 lauree specialistiche, tra cui 71 specializzazioni nelle discipline di base e nei campi professionali. L'UPR-RP ha costantemente concesso il maggior numero di dottorati di ricerca a studenti ispanici sotto la giurisdizione degli Stati Uniti.